# اللغة الويلزية
الوِيلزية أو الويلشية (Cymraeg كَمْرايگ) هي لغة كلتية من الفرع البريطاني، ويتكلمها بعض أهل بلاد ويلز في غرب بريطانيا وبعض أهل وادي تشوبوت في منطقة باتاغونيا في الأرجنتين كلغة أٌم. هناك أيضا ناطقون بها في إنجلترا والولايات المتحدة وأستراليا وبلدان أخرى. الويلزية والإنجليزية هما اللغتان الرسميتان في ويلز. بالنسبة للمقيمين العاديين في ويلز الذين تتراوح أعمارهم بين ثلاث سنوات فأكثر، كان 19.0٪ قادرين على التحدث باللغة الويلزية وفقًا لتعداد المملكة المتحدة لعام 2011. طبقًا لتعداد عام 2001 ، كان 20.8 في المائة من السكان الذين تزيد أعمارهم عن 3 سنوات يتحدثون الويلزية. يشير هذا إلى انخفاض عدد المتحدثين باللغة الويلزية في ويلز من 2001 إلى 2011 - من حوالي 582000 إلى 562000 على التوالي.
اقترح المسح السنوي للسكان الذي أجراه مكتب الإحصاءات الوطنية للسنة المنتهية في ديسمبر 2018 أن 898900 شخص أو 29.8 في المائة من الأشخاص الذين تتراوح أعمارهم بين ثلاث سنوات أو أكثر في ويلز كانوا قادرين على التحدث باللغة الويلزية.
تشير نتائج المسح الوطني الأحدث لويلز (2017-2018) إلى أن 19 بالمائة من السكان الذين تبلغ أعمارهم 16 عامًا فما فوق كانوا قادرين على التحدث باللغة الويلزية، مع 12 بالمائة إضافية أشاروا إلى أن لديهم "بعض القدرة على التحدث باللغة الويلزية
أعطى مقياس اللغة الويلزية (ويلز) لعام 2011 وضع اللغة الويلزية رسميًا في ويلز،  مما يجعلها اللغة الوحيدة الرسمية في أي جزء من المملكة المتحدة، مع كون اللغة الإنجليزية رسمية بحكم الواقع. اللغة الويلزية، إلى جانب اللغة الإنجليزية، هي أيضًا لغة رسمية للجمعية الوطنية لويلز.

## التاريخ

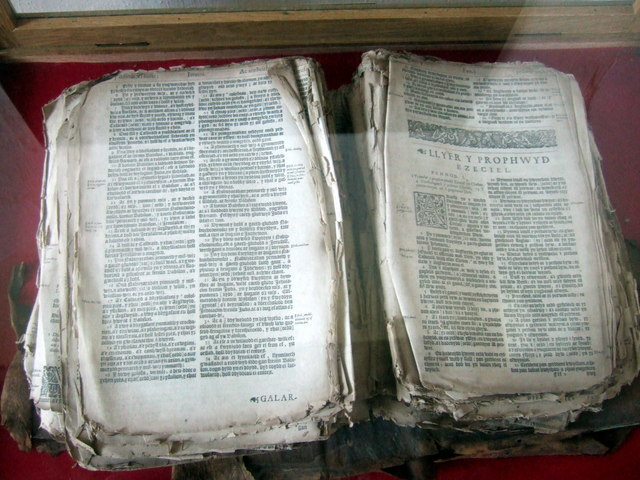
تم إنقاذ هذا الكتاب المقدس الويلزي عام 1620 ، في كنيسة Llanwnda ، من أيدي الغزاة الفرنسيين في عام 1797.

تطورت لغة الويلزية من لغة البريطانيين، طبقًا للأكاديمية T. M. Charles-Edwards. ظهور الويلزية لم يكن لحظيا ويمكن تحديده بوضوح. وبدلاً من ذلك، حدث التحول على مدى فترة طويلة من الزمن، حيث يزعم بعض المؤرخين أن هذا قد حدث في أواخر القرن التاسع، حيث كانت لحظة فاصلة هي تلك التي اقترحها كينيث جاكسون، معركة ديرهام، معركة عسكرية بين الغربان البريطانيون والبريطانيون في عام 577 ميلادي،  والذي فصل جنوب غرب بريطانيا عن الاتصال البري المباشر مع الويلزية.
تم تحديد أربع فترات في تاريخ الويلزية، بحدود غير واضحة: الويلزية البدائية، الويلزية القديمة، الويلزية الوسطى، والويلزية الحديثة. يشار أحيانًا إلى الفترة التي تلت ظهور اللغة مباشرة باسم الويلزية البدائية،  تليها فترة الويلزية القديمة - والتي تعتبر عمومًا ممتدة من بداية القرن التاسع إلى وقت ما خلال القرن الثاني عشر. تعتبر الفترة الويلزية الوسطى قد استمرت منذ ذلك الحين وحتى القرن الرابع عشر، عندما بدأت فترة الويلزية الحديثة، والتي تنقسم بدورها إلى الويلزية الحديثة المبكرة والمتأخرة.

### الأصل
تطورت اللغة الويلزية من اللغة البريثونية المشتركة، وهي اللغة السلتية التي يتحدث بها البريتانيون السلتيون القدماء. صُنفت اللغة البريتونية على أنها سلتية معزولة، وربما وصلت إلى بريطانيا خلال العصر البرونزي أو العصر الحديدي، وربما كان يتحدث بها في جميع أنحاء الجزيرة جنوب فيرث أوف فورث. خلال العصور الوسطى المبكرة، بدأت اللغة البريتونية في التفتت بسبب زيادة تمايز اللهجة، وبالتالي تطورت إلى اللغة الويلزية ولغات بريتون الأخرى. ليس من الواضح متى أصبحت الويلزية متميزة.

### الويلزية البدائية
يتم مناقشة جدال التواريخ لفترة «الويلزية البدائية» على نطاق واسع، مع اختلاف اقتراحات بعض المؤرخين بمئات السنين.